# Emmelina
Emmelina is een geslacht van vlinders uit de familie van de vedermotten (Pterophoridae).

## Soorten
- Emmelina amseli (Bigot, 1969)
- Emmelina argoteles (Meyrick, 1922)
- Emmelina bigoti Gibeaux, 1990
- Emmelina lochmaius (Bigot, 1974)
- Emmelina monodactyla (Linnaeus, 1758) - windevedermot